# 滿滿的財富
《滿滿的財富》（ありあまる富，Ariamaru Tomi/The Invaluable）是日本音樂家椎名林檎的第十張單曲，英文簡稱為AT，由EMI Music Japan／Virgin Music於椎名林檎的出道日2009年5月27日發行。在跨業合作部分，A面歌曲「滿滿的財富」更成為TBS電視台戲劇「Smile」的主題曲。
在單曲銷售成績方面，本張單曲在日本Oricon銷售榜上最高位居單週第3名，名列2009年年度銷售榜第79位。歌曲「滿滿的財富」在日本唱片協會所公佈的RIAJ數位下載榜中，最高曾名列單週第7名。而在日本告示牌所公布的告示牌百強單曲榜中，最高曾名列單週第5名、2009年年度銷售榜第78位。在銷售認證上，單曲《滿滿的財富》銷售突破10萬張，在2009年8月通過日本唱片協會認定為金唱片。而歌曲「滿滿的財富」的手機下載及電腦下載也分別在2009年6月及8月通過日本唱片協會認定為金唱片。
2024年1月26日，世嘉在社交网站上宣布获得椎名林檎授权使用已有歌曲作为《人中之龍8》的主题曲。但由于届时游戏才刚刚发售，因此世嘉并没有明确说明使用了哪首歌曲，但在结尾工作人员名单时则列出了歌曲的具体名称。

## 單曲概要
《滿滿的財富》是椎名林檎繼2003年11月發表《蘋果之歌》後，睽違五年再度以個人名義發行作品，也是繼合作單曲《世界的盡頭》兩年後再度發行作品。在迎接出道十周年後，椎名林檎應日劇製作群熱烈的邀約之下，為TBS電視台戲劇「Smile」量身打造的主題曲「滿滿的財富」。而在一個月後所發行的原創專輯《三文八卦》中，並沒有將歌曲收錄於專輯，因為這首歌曲是在專輯完成後的創作。
至於單曲封面則是讓椎名林檎大秀其姣好的身材，她特別以香肩入鏡，赤裸裸的展現自己。但是如果想要看到椎名林檎完整的上半身的話，就必須將單曲給打開來，可能是椎名林檎想帶給歌迷的驚喜，或是慫恿歌迷購買單曲。歌曲「滿滿的財富」在歌詞方面更獲得「FM FESTIVAL～LIFE MUSIC AWARD 2009」最佳生命作詞獎的提名，顯示出椎名林檎寫詞的功力。同時，在2011年日本NTT公司舉行的「椎名林檎歷代單曲喜愛排行榜」調查中，歌曲「滿滿的財富」以7%的選票，名列排行榜第五位。
在單曲發售時程上，新單曲發行的消息最早於2009年3月16日就在官網發佈，並於05月11日發表單曲音樂錄影帶，同天也開始接受數位線上下載的服務。而日本於05月27日發行單曲，台灣則於5月29日同步發行台壓版與進口版。日後，則收錄在椎名林檎於2014年11月5日發行的第五張原創專輯《日出處》中。
最後，在單曲銷售成績方面，本張單曲在發行當週以4.1萬張的銷售量在日本Oricon銷售榜上位居第3名，總計在Oriocn銷售榜上榜11週，累積銷售達7.5萬張，名列2009年年度銷售榜第79位。同時，單曲銷售突破10萬張，在2003年11月通過日本唱片協會認定為金唱片。歌曲「滿滿的財富」在日本唱片協會所公佈的RIAJ數位下載榜中，最高曾名列單週第7名。而在日本告示牌所公布的告示牌百強單曲榜中，最高曾名列單週第5名、2009年年度銷售榜第78位。累積歌曲「滿滿的財富」的手機下載及電腦下載突破10萬次，並分別在2009年6月及8月通過日本唱片協會認定為金唱片。

### 音樂錄影帶

華而不實的財富是無意義的

歌曲「滿滿的財富」的音樂錄影帶導演是兒玉裕一，導演首先以電視機、手提箱裝滿錢財等物品從天而降，進而象徵從天上掉下來的禮物，然後再以爆破的手法呼應歌詞「我們手中的財富是看不到的……因為價值是附加在生命之上…」，同時也象徵著那些都是華而不實的財富。而在音樂錄影帶的結尾，物品紛紛以殘骸掉落地面，代表這些終將落地歸根、毫無價值，勉勵聽者「夢想是你最珍貴的寶物」。不過，椎名林檎並沒有參與音樂錄影帶的演出，這樣的創作手法是繼單曲《真夜中的純潔》後的第二度嘗試。

### 跨業合作
- 「滿滿的財富」

（TBS電視台）戲劇‘Smile’的主題曲

### 獲獎紀錄
FM FESTIVAL～LIFE MUSIC AWARD 2009
- （2009）－BEST LYRIC OF LIFE－《滿滿的財富》（提名）

## 曲目
| 曲序     | 曲目                     | 词曲     | 編曲     | 时长  |
| -------- | ------------------------ | -------- | -------- | ----- |
| 1.       | 滿滿的財富               | 椎名林檎 | 今道友隆 | 5:41  |
| 2.       | SG〜Superficial Gossip〜 | 椎名林檎 | 野崎良太 | 4:21  |
| 总时长： | 总时长：                 | 总时长： | 总时长： | 10:01 |

### 曲目介紹
1. 滿滿的財富（日語：ありあまる富）
  - 收錄於專輯《日出處》

歌手今道友隆（日语：いまみちともたか）參與了本首歌曲的編曲、補作曲，這也是椎名林檎首次將補作曲的工作交由其他人擔綱[12][注 1]。而在歌詞中提到「我們手中的財富是看不到的／無人可掠奪也無從破壞／只能任世界嫉妒／就算他們從你那裡偷走了什麼／也是些無關緊要的東西／甚至不需要去追回／因為價值是附加在生命之上…」，字字句句中不僅展現出蘋果女王的寫詞功力，更重要的是鼓勵大家－夢想勝過於華而不實的財富，而那也是你最珍貴的寶物[13]。
椎名林檎在接受日本《WHAT's IN?》雜誌專訪時提到，「富」所代表的意義不僅僅是物質生活上，還包括了人不得不屈服於物質社會，而放棄追求幸福人生的價值觀[22]。
2. SG〜Superficial Gossip〜（日語：SG～Superficial Gossip～）
  - 僅收錄於《Saturday Night Gossip》黑膠盤中

本首歌曲是椎名林檎個人演唱生涯中，首度以英文作為歌曲的標題，而不是用日文來標記英文。同時，這首歌曲是在新專輯《三文八卦》製作完成後才開始創作，而這首歌就像是專輯的總結，同時也是《三文八卦》的預告曲[19]。

## 演出人員及後製
| Ｍ１·滿滿的財富 | Ｍ２·SG〜Superficial Gossip〜 |

## 銷售排行

### Oricon 銷售榜(日本)
《滿滿的財富》於05月27日發行單曲。發行首週，在日本公信榜Oricon的單曲榜2009年6月第2週付的榜單中以41,113張銷售量居單週第三名，同週冠軍是銷售量突破50萬大關的偶像團體嵐的單曲「明日的記憶/Crazy Moon～妳·是·無敵的～」，第二名則是銷售突破6萬張的創作樂團GReeeeN的單曲「遙遠」。第二週則以銷售量9,784張位居10位。總計《滿滿的財富》在日本公信榜Oricon的單曲榜上榜11週，累積銷售達7.5萬張。同時在2009年年銷售榜中，《滿滿的財富》以7.5萬張銷售量居全年第79名。
| 名稱                     | Oricon銷售榜 | 初登場 | 初登場 | 最高  | 最高   | 總銷售量 | 累積上榜次數 |
| 名稱                     | Oricon銷售榜 | 排 行  | 銷售量 | 排 行 | 銷售量 | 總銷售量 | 累積上榜次數 |
| ------------------------ | ------------ | ------ | ------ | ----- | ------ | -------- | ------------ |
| 2009年5月27日 滿滿的財富 | 週銷售排行榜 | #3     | 41,113 | #3    | 41,113 | 74,715   | 11週         |
| 2009年5月27日 滿滿的財富 | 月銷售排行榜 | #8     | 58,695 | #8    | 58,695 | 74,715   | 11週         |
| 2009年5月27日 滿滿的財富 | 年銷售排行榜 | #79    | 74,715 | #79   | 74,715 | 74,715   | 11週         |

### 其他銷售榜
| 排行榜名稱                          | 最高排名 |
| ----------------------------------- | -------- |
| (日本) Soundscan：CD Single Top 20  | #6       |
| (日本) J-WAVE：Tokio Hot 100 (年榜) | #96      |
| (日本) CDTV Top 100                 | #3       |
| (日本) 告示牌百強單曲榜             | #5       |
| (日本) 告示牌百強單曲銷售榜 (年榜)  | #78      |
| (日本) RIAJ數位下載榜               | #7       |
| (日本) iTunes Store銷售榜 (年榜)    | #13      |
| (台灣) G-Music：東洋榜              | #13      |
| (台灣) 五大唱片：日韓榜             | #4       |

### 銷售認證
| 認證單位                    | 銷量             |
| --------------------------- | ---------------- |
| (日本) RIAJ：單曲銷售       | 金唱片 (100,000) |
| (日本) RIAJ：數位下載(手機) | 金唱片 (100,000) |
| (日本) RIAJ：數位下載(電腦) | 金唱片 (100,000) |

## 發行歷史
| 國家 | 發行日期      | 發行形式       | 唱片公司                      | 商品編號   |
| ---- | ------------- | -------------- | ----------------------------- | ---------- |
| 日本 | 2009年5月11日 | 數位下載       | EMI Music Japan／Virgin Music | -          |
| 日本 | 2009年5月27日 | CD             | EMI Music Japan／Virgin Music | TOCT-40255 |
| 台灣 | 2009年5月29日 | CD(進口初回盤) | EMI Music Japan／Virgin Music | TOCT-40255 |
| 台灣 | 2009年5月29日 | CD(台壓盤)     | 金牌大風                      | I5151      |

## 宣傳行程
| 類型 | 日期       | 名稱                               |
| ---- | ---------- | ---------------------------------- |
| 雜誌 | 2009/05/15 | 【MUSICA】表紙＋特集               |
| 雜誌 | 2009/05/20 | 【SWITCH】表紙＋特集＋井上雄彥對談 |
| 雜誌 | 2009/05/20 | 【Oricon Style】表紙＋特集         |
| 雜誌 | 2009/06/10 | 【Keyboard Magazine】表紙＋特集    |
| 雜誌 | 2009/06/15 | 【BRUTUS】                         |
| 電視 | 2009/05/29 | 【朝日電視台】MUSIC STATION        |
| 電視 | 2009/06/06 | 【TBS】COUNTDOWN TV                |
| 電視 | 2009/06/24 | 【NHK】SONGS 椎名林檎 第一夜       |
| 電視 | 2009/07/01 | 【NHK】SONGS 椎名林檎 第二夜       |

## 脚注